# Tamandua mexicana
El tamanduá mexicano, tamanduá norteño u oso hormiguero (Tamandua mexicana) es una especie de mamífero piloso de la familia Myrmecophagidae, una de las dos especies de tamandúa existentes. Habita las selvas húmedas y secas de México, centroamericanas y de Colombia, Panamá, Ecuador, y una pequeña parte de Venezuela. Mide hasta 65 cm y puede pesar hasta 8.5 kilos. Es arborícola y excavador. Tiene largas garras y cola prehensil. Se alimenta de insectos (hormigas y termitas) como todas las especies de hormigueros (suborden Vermilingua). En México se considera en peligro de extinción.

## Descripción

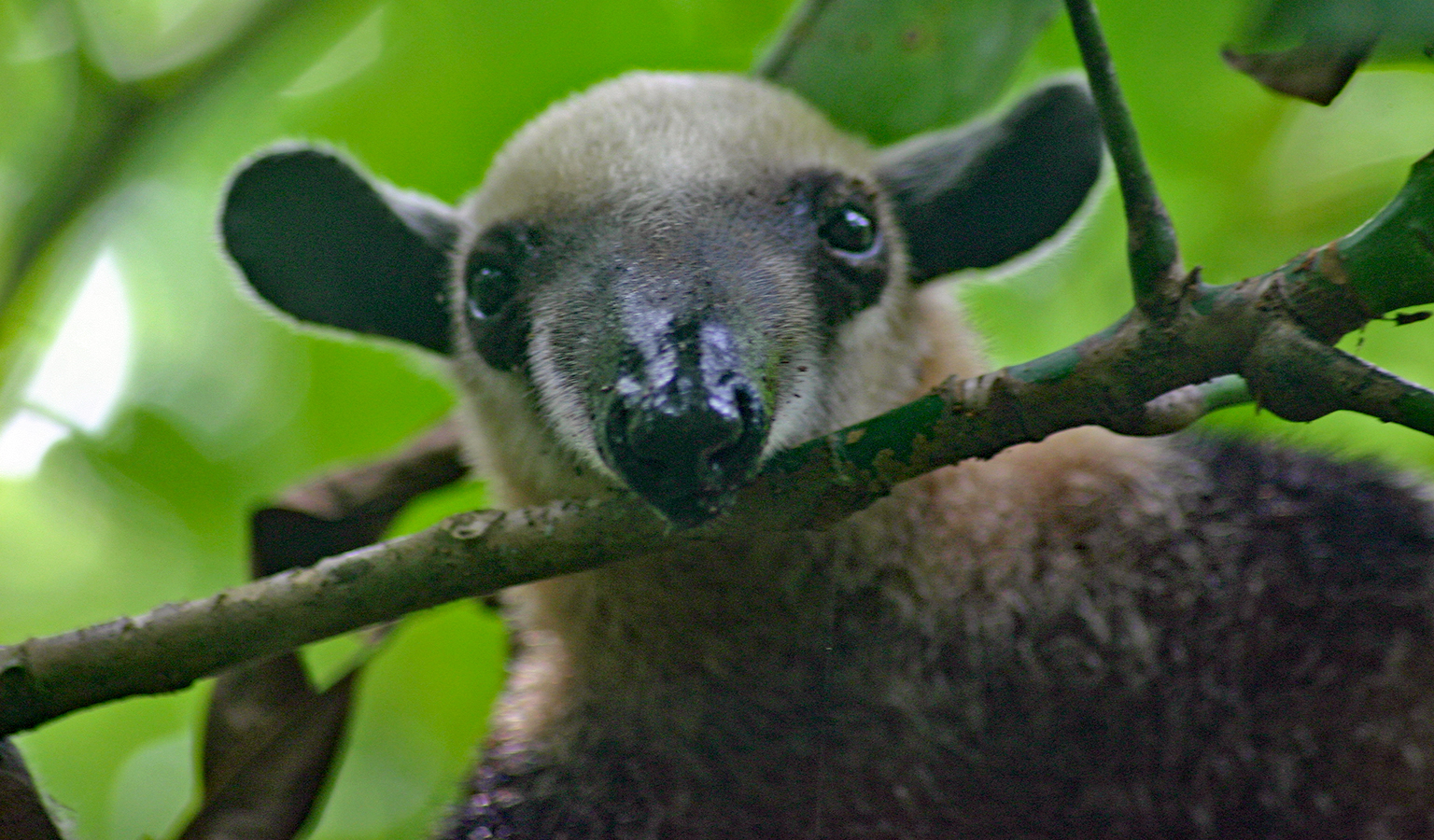
Tamandua mexicana vista de frente.

Es un oso hormiguero de tamaño mediano con una cola prensil, pequeños ojos y orejas y un hocico largo. Su cuerpo (con la cabeza) mide entre 50 y 80 cm de longitud, y su cola prensil entre 40 y 65 cm. Pesa entre 3,5 y 8,5 kg.
El pelaje es de color amarillo pálido en la mayor parte del cuerpo, con un parche distintivo de pelaje negruzco en los costados, la espalda y los hombros, cuya forma se parece bastante a un chaleco. La presencia de este patrón de coloración hace posible distinguir esta especie de su pariente del sur, que tiene un color más uniforme. La cola solo tiene pelaje en la parte superior sobre aproximadamente un tercio de su longitud. Las patas traseras tienen cinco dedos con garras fuertes, mientras que las patas delanteras tienen cuatro. 

### Monitoreo de Tamandua mexicana en El Salvador[3]
Un estudio publicado en la revista Cuadernos de Investigación UNED documentó la presencia Tamandua mexicana en la cuenca del Río Sapo, dentro del departamento de Morazán, El Salvador. La investigación, basada en un enfoque de monitoreo comunitario, amplió el ámbito local conocido de la especie en el país.
El estudio involucró a comunidades rurales e indígenas en la identificación de mamíferos mediante una metodología participativa. Se registraron un total de 22 especies, incluyendo seis en categoría de amenaza o peligro de extinción. Además del tamandúa mexicano, se destacó la presencia del pecarí de collar (Pecari tajacu) y el primer registro en El Salvador del planeador común (Glaucomys volans).
El análisis también exploró la relación sociocultural entre las comunidades indígenas Kakawira-Lenca y la fauna local, identificando usos tradicionales de ciertos mamíferos y documentando 15 especies con sus nombres en lengua indígena. La investigación concluyó que la participación comunitaria es una estrategia efectiva para la conservación y el estudio de especies como el tamandúa mexicano, especialmente en regiones de difícil acceso.
Este modelo de monitoreo participativo podría replicarse en otras áreas para mejorar el conocimiento y la protección de Tamandua mexicana en su distribución centroamericana.

## Comportamiento

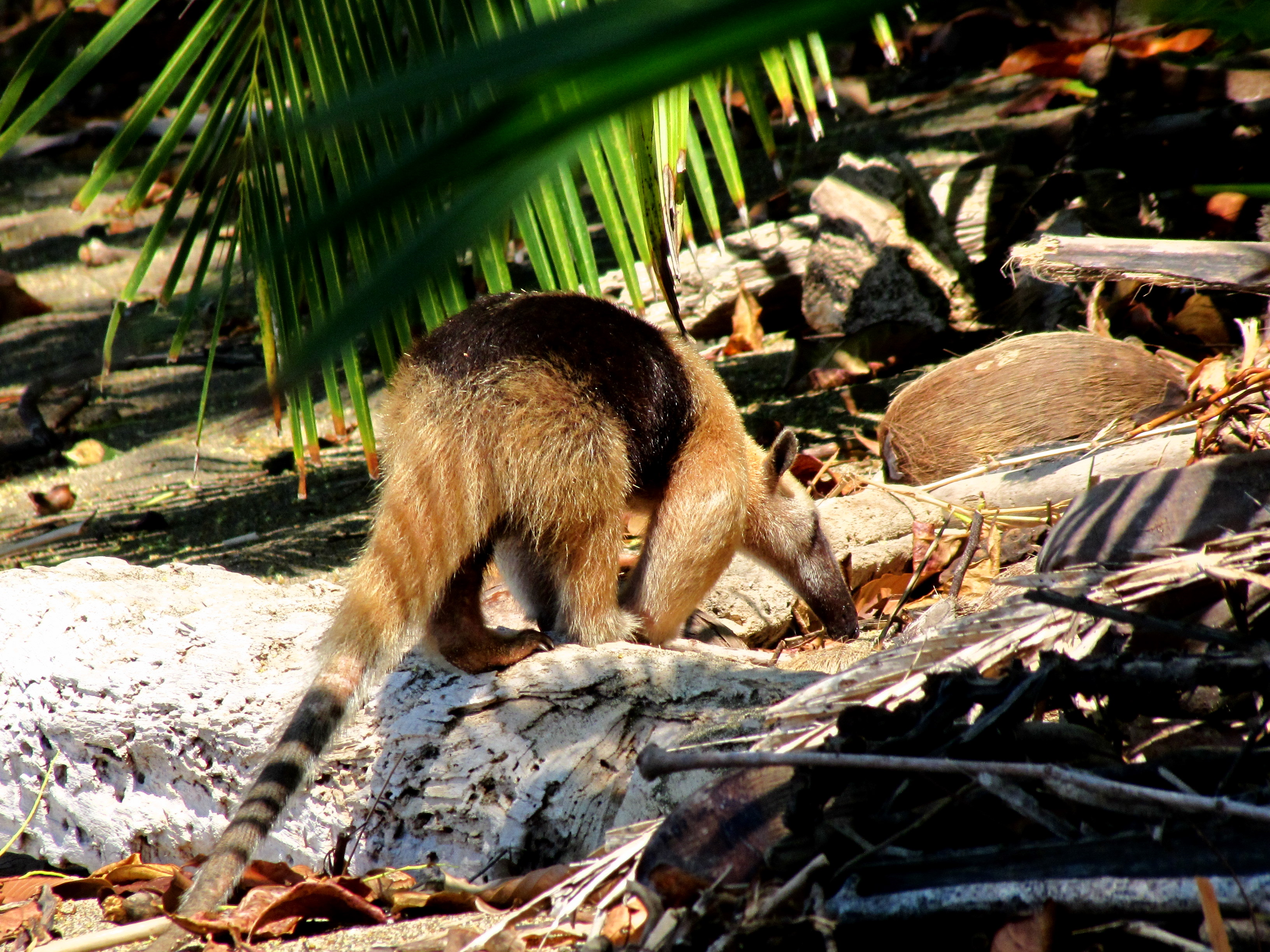
Tamandúa alimentándose.

Este animal no es agresivo y siempre huye.[cita requerida] Es un animal solitario de hábitos nocturnos y arbóreos. Pasa la mayor parte del tiempo en los árboles por lo que su desplazamiento en tierra es bastante dificultoso.
La gestación dura 5 meses, tras los cuales la hembra pare una cría.

## Distribución
Los osos hormigueros se distribuyen desde México hasta el norte de América del Sur. En México se encuentran en la vertiente del Pacífico desde Michoacán y la Huasteca Potosina en la vertiente del Golfo, hasta Chiapas y Yucatán. En el estado de Guerrero se han reportado en las zonas de San Marcos, Acahuizotla y Chapolapa.

## Taxonomía
Estos mamíferos pertenecen al superorden Xenarthra que incluye también a los armadillos. El nombre Xenarthra se refiere a articulaciones extra en las vértebras lumbares, las cuales son una característica exclusiva de estos animales y les sirven como refuerzo lumbar al excavar en busca de alimento.

### Subespecies

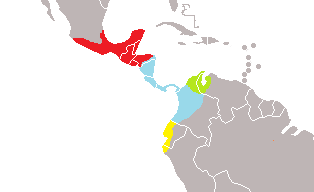
Distribución de las subespecies de Tamandua mexicana: en Verde, Tamandua mexicana instabilis; Amarillo, Tamandua mexicana punensis; Rojo, Tamandua mexicana mexicana; Azul, Tamandua mexicana opistholeuca

Se han descrito las siguientes subespecies:
- Tamandua mexicana mexicana - México, Guatemala, Belice, Honduras, El Salvador
- Tamandua mexicana instabilis - Venezuela, Norte de Colombia
- Tamandua mexicana opistholeuca - Nicaragua, Costa Rica, Panamá, Colombia
- Tamandua mexicana punensis - Ecuador, Perú